# Ratón knockout

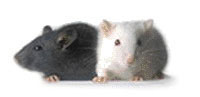
Ratones knockout

Un ratón knockout o ratón KO es un ratón modificado por ingeniería genética para que uno o más de sus genes estén inactivados mediante una técnica llamada bloqueo de genes. Su propósito es comprender el papel de un gen que ha sido secuenciado pero del que se desconoce su función o se conoce de forma incompleta. Inactivando el gen y estudiando las diferencias que presenta el ratón afectado, los investigadores pueden inferir la probable función de ese gen. El ratón es el organismo modelo más próximo a los seres humanos en los que esta técnica se puede realizar con facilidad, de modo que es el sujeto favorito de los experimentos de noqueo, especialmente cuando se plantean cuestiones genéticas relacionadas con la fisiología humana. El bloqueo de genes en ratas es mucho más difícil y solo se ha logrado después de 2003.[cita requerida]
El primer ratón knockout fue producido por Mario R. Capecchi, Martin Evans y Oliver Smithies en 1987–1989, obteniendo por tal logro el Premio Nobel de Medicina en 2007. Varios aspectos de esta tecnología están bajo patente de la división Lexicon genetics de Lexicon Pharmaceuticals. Los diferentes métodos para generar ratones knockout están en su mayoría patentados en Estados Unidos. Los ratones obtenidos con estos métodos también pueden ser patentados en muchos países, entre estos también los Estados Unidos.

## Uso
Noquear la actividad de un gen proporciona información sobre la tarea normal de ese gen. Los seres humanos comparten muchos genes con el ratón. Por tanto, observar las características de un ratón knockout proporciona información que se puede utilizar para comprender mejor cómo un gen semejante puede provocar o contribuir a la aparición de enfermedades en humanos.
Algunos ejemplos de investigaciones en las que los ratones KO han sido útiles serían el estudio y la modelización de diferentes tipos de cáncer, obesidad, enfermedades del corazón, diabetes, artritis, toxicomanías, ansiedad, envejecimiento y Parkinson. Los ratones knockout también ofrecen un contexto científico y biológico en el que se pueden desarrollar y probar fármacos y otras terapias.
Muchos de estos ratones modelo reciben el nombre del gen que se ha inactivado en ellos. Por ejemplo, el ratón KO p53 recibe este nombre por el gen p53, que codifica una proteína que normalmente suprime el crecimiento de tumores deteniendo la división celular. Los seres humanos que nacen con mutaciones que inactivan este gen padecen el Síndrome de Li-Fraumeni, una afección que aumenta dramáticamente el riesgo de desarrollar tumores óseos, cáncer de mama y hemopatías malignas en edad temprana. Otros modelos reciben nombres, a veces ingeniosos y creativos, de acuerdo con sus características físicas o comportamiento. Por ejemplo, "Methuselah" (matusalén) es un ratón KO diseñado para aumentar la longevidad (aunque existe el gen Methuselah) mientras que "Frantic" (espitado) es un modelo útil para estudiar los trastornos de ansiedad.

## Procedimiento
Existen algunas variaciones sobre el procedimiento para producir ratones KO, siendo el siguiente el ejemplo más habitual.
1. Se aísla el gen que se desea bloquear a partir de una genoteca de ratón. Posteriormente se diseña una nueva secuencia de ADN muy parecida al gen original y su inmediata vecina, salvo que está cambiada lo suficiente para hacerla inoperante. Normalmente también se incluye en la nueva secuencia un gen marcador, que los ratones normales no poseen y que les confiere resistencia a ciertos agentes tóxicos o produce un cambio observable (p.ej. color o fluorescencia). Las oportunidades de un suceso de recombinación con éxito son relativamente bajas, de modo que la mayoría de las células alteradas tienen cambiado solo uno de ambos cromosomas. se dice que son heterocigotos.
2. A partir de un blastocisto de ratón (un embrión muy temprano que está formado por una masa esférica de células indiferenciadas rodeada de células extraembrionarias) se aíslan las células madre; después se cultivan in vitro. Como ejemplo, tomaremos una célula madre de un ratón blanco.
3. Las células madre del paso 2 se combinan con la nueva secuencia del paso 1. Esto se realiza mediante electroporación (empleando un pulso eléctrico para transferir ADN a través de la membrana celular). Algunas de las células madre electroporadas incorporarán la nueva secuencia en el lugar en el que el gen antiguo estaba en su cromosoma. A esto se le llama recombinación homóloga. La razón por la que tiene lugar este proceso es que ambas secuencias, la vieja y la nueva, son muy similares. Utilizando el gen marcador del paso 1, se puede aislar rápidamente las células que han incorporado la nueva secuencia.
4. Las células madre del paso 3 se insertan en un blastocisto de ratón. En este caso utilizamos blastocistos de ratón pardo. Estos blastocistos se implantan en el útero de una ratona, para llevar a término la gestación. Los blastocistos contienen dos tipos de células madre: las originales (ratón gris) y las modificadas (ratón blanco). El ratón neonato será por tanto una quimera genética: parte del cuerpo provendrá de las células madre originales y parte de las células modificadas. El pelaje también mostrará zonas blancas sobre pardo.
5. Los ratones neonatos sólo serán útiles si la secuencia ha sido incorporada a la línea germinal. Estos ratones se cruzan con otros del tipo blanco para obtener una progenie completamente blanca. Estos ratones aún contienen una copia funcional del gen y tienen que someterse a cruzamiento endógamo para producir un ratón que no lleva ninguna copia funcional del gen original (es decir, que sea homocigótico para ese alelo).

## Limitaciones
Aunque la tecnología de los ratones KO es una herramienta valiosa para la investigación, existen algunas limitaciones importantes:
- Aproximadamente un 15% de los bloqueos de genes son letales en el desarrollo, lo que significa que los embriones genéticamente alterados no pueden prosperar en ratones adultos. Este problema frecuentemente se supera a través del uso de mutaciones condicionales.
- La carencia de estudios sobre los límites del desarrollo embrionario en ratones adultos hace más difícil determinar la función de un gen en relación con la salud humana. En algunos casos, el gen podría tener funciones diferentes en adultos y embriones.
- Noquear un gen también puede que no produzca ningún cambio observable en el ratón o incluso producir características diferentes a los observados en humanos en los que el mismo gen está inactivado. Por ejemplo, las mutaciones del gen p53 están asociadas con más de la mitad de los cánceres humanos y a menudo conducen a tumores en un conjunto de tejidos en particular. Sin embargo, cuando se noquea en ratón, los animales desarrollan tumores en tipos de tejido diferentes.
- Se ha probado que algunos loci genómicos son muy difíciles de noquear. La razón podría estar en la presencia de secuencias repetitivas, metilación del ADN generalizada o presencia de heterocromatina.

Existe variabilidad en el procedimiento completo dependiendo bastante de la cadena a partir de las cuales se obtienen las células madre. Por lo general se usan las células derivadas de la cadena 129. Esta cadena específica no es adecuada para muchos experimentos (p.ej. de comportamiento) de modo que es bastante común retrocruzar la descendencia con otras cadenas.